# Wer stiehlt mir die Show?

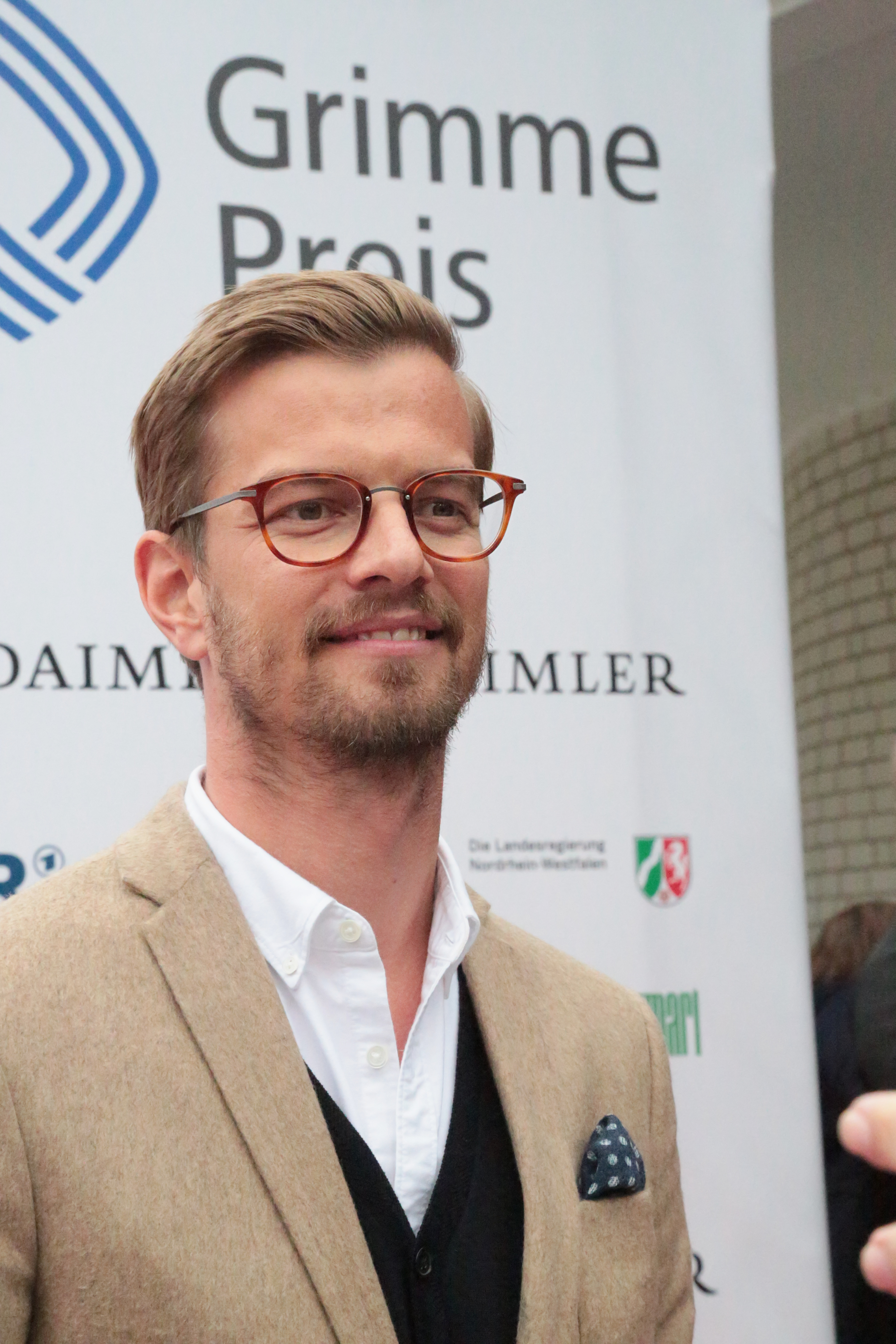
Gastgeber Joko Winterscheidt

Wer stiehlt mir die Show? (kurz WSMDS) ist eine von Florida Entertainment produzierte und bei ProSieben ausgestrahlte Quizshow, in der die Kandidaten die Hauptmoderation der darauf folgenden Sendung gewinnen können. Die Idee der Sendung stammt von Joko Winterscheidt.

## Konzept

### Ablauf
Neben Gastgeber Joko Winterscheidt wirken drei weitere Prominente sowie ein weiterer Kandidat (Wildcard-Teilnehmer) an der Sendung mit. Einer der Mitspieler fungiert als Moderator der acht (seit Staffel 3, zuvor neun) Quizrunden, in denen die vier restlichen Teilnehmer als Kandidaten gegeneinander antreten. Nach der 4. Runde (Gewinnstufe 1), der 7. Runde (Gewinnstufe 2) und der 8. Runde (Gewinnstufe 3) verlässt der Kandidat mit dem niedrigsten Punktestand die Show. Außerdem erhält der Kandidat mit der insgesamt höchsten Punktzahl nach jeder Gewinnstufe einen Gegenstand, im Normalfall eine große kupferfarbene Münze, die als Vorteil im Finale zum Gewinn der Show eingesetzt wird. Bei Gleichstand zwischen den ersten sowie den letzten Plätzen wird durch eine oder ggf. mehrere Schätzfragen entschieden.
Daneben kann der Moderator in einer Quizrunde einen Joker einsetzen, der im Regelfall dafür sorgt, dass die Kandidaten ihre Antworten besonders umständlich geben müssen (etwa Fragen mit einem Dutzend Antwortmöglichkeiten, Knete zur Darstellung der Lösung oder Handys mit Telefontastatur zum Verschicken einer SMS).

#### Opening
Die Shows werden durch den jeweiligen Moderator gestaltet, weshalb sie sich leicht voneinander unterscheiden. Das Opening einer Sendung, die nicht von Joko moderiert wird, besteht aus dem regulären Vorspann (Winterscheidts Gesicht wird dabei von dem des Moderators der Show überdeckt), gefolgt von einem individuellen Show-Auftritt.
In Staffel 5 gewannen erstmals zwei Zuschauerkandidaten („Wildcards“) die Moderation der Show, die sie ebenfalls mit eigenen Einlagen gestalteten.

#### Finale
Der zum Schluss verbliebene Kandidat spielt mithilfe seiner ein bis drei erhaltenen Vorteile im von Katrin Bauerfeind moderierten Finale gegen den Moderator der Ausgabe. Dabei werden beiden Kontrahenten Fragen aller Art gestellt, zu denen sie ihre Antwort notieren müssen. Die Antwortbildschirme sind nur als Einblendung für die Zuschauer sichtbar. Zunächst wird die Eingabe des Herausforderers überprüft und die Frage aufgelöst; er erhält nur dann einen Punkt, wenn seine Antwort korrekt ist. Unabhängig davon muss er danach entscheiden, ob die Antwort des Moderators die richtige sein könnte. Zweifelt er nicht daran, erhält der Moderator der Show einen Punkt, ganz gleich, was seine für seinen Kontrahenten unbekannt bleibende Antwort war. Falls der Herausforderer doch daran zweifelt, kann er symbolisch eine Münze (oder einen Vorteil anderer Art) einsetzen, die den Gegner dazu zwingt, seine Antwort preiszugeben. Ist die aufgedeckte Antwort dann richtig, bekommt der Moderator einen Punkt und die Münze ist verloren; ist die Antwort falsch, bekommt er keinen Punkt und der Herausforderer darf die Münze behalten. Das Spiel endet, sobald der erste Teilnehmer fünf Punkte erzielt hat oder der Herausforderer keine Münze mehr besitzt. Die nächste Ausgabe wird schließlich vom Sieger des Finales moderiert. Hiernach wird der Sendungstitel, falls Joko Winterscheidt nicht gewinnt, angepasst und das „mir“ durch den Namen des neuen Moderators ersetzt. Für Shows dieser Art übliche Prämien wie Sach- oder Geldpreise gibt es nicht.
Falls der Wildcard-Teilnehmer das Finale gewinnt, wird die Wildcard-Position für die folgende Sendung nicht neu besetzt; stattdessen übernimmt Joko Winterscheidt den Platz neben den drei anderen prominenten Kandidaten.
Eine Ausnahme bildet die letzte Sendung jeder Staffel: Da die Prominenten bisher mit Beginn einer neuen Staffel ausgetauscht werden, gibt es im Finale anstelle der Show …
- Staffeln 1–6: … die Abbildung des eigenen Porträts und Namens auf der Titelseite eines eigens hergestellten Rätselhefts („Witziges Rätsel-Karussell“) zu gewinnen. Das Heft war am Tag nach der Fernsehausstrahlung im Straßenverkauf als Obdachlosenzeitung[4] (ab Staffel 5, zuvor in Geschäften und an Kiosken)[5] im D-A-CH-Raum erhältlich. Auf den Zeitschriften befanden sich Elyas M’Barek, Shirin David, Joko Winterscheidt, Nilam Farooq, Bill Kaulitz und Florian David Fitz.
- seit Staffel 7: … eine Verewigung auf dem neu geschaffenen „Walk of Brain“ mit einem Stirnabdruck zu gewinnen, dies gelang bisher Lena Meyer-Landrut, Nina Chuba und Joko Winterscheidt.[6]

### Übersicht der Besetzung
In den acht bisher vollständig ausgestrahlten Staffeln konnten 15 der 27 prominenten Dauerkandidaten jeweils eine Show für sich entscheiden; Palina Rojinski, Riccardo Simonetti, Fahri Yardım, Jasna Fritzi Bauer und Kurt Krömer konnten keine Show stehlen. Bill Kaulitz und Florian David Fitz konnten zwar keine Show moderieren, sicherten sich im Staffelfinale jedoch das Foto auf dem Rätselheft. Lena Meyer-Landrut konnte ebenfalls keine Show moderieren, jedoch wurde ihr Stirnabdruck auf dem Walk of Brain vor dem Studio in Berlin verewigt. Elyas M’Barek, Nilam Farooq, Nina Chuba und Matthias Schweighöfer waren bisher die einzigen Kandidaten, die die von ihnen moderierte Show ebenfalls gewinnen konnten, dabei waren die Sendungen von M’Barek, Chuba und Farooq allerdings jeweils das Staffelfinale, sodass Matthias Schweighöfer als bislang einziger Kandidat zwei Shows moderieren durfte.
In Staffel 5 gelang erstmals zwei Wildcard-Teilnehmern der Gewinn der Show.
In Staffel 7 nahmen mit Sarah Connor und Lena Meyer-Landrut erstmals zwei weibliche Prominente als Dauerkandidaten teil, nachdem in den vorherigen Staffeln jeweils zwei männliche und eine weibliche Prominente Einsatz fanden. In der letzten Folge der Staffel bildeten sie zudem die erste ausschließlich weibliche Finalrundenpaarung der Sendung.
Mit Teddy Teclebrhan gibt es in Staffel 9 den ersten Prominenten der zum zweiten Mal nach Staffel 2 Dauerkandidat ist.
| Staffel | Teilnehmer                        | Teilnehmer                          | Teilnehmer                           |
| ------- | --------------------------------- | ----------------------------------- | ------------------------------------ |
| 01      | Elyas M’Barek (Schauspieler)      | Palina Rojinski (Moderatorin)       | Thomas Gottschalk (Moderator)        |
| 02      | Bastian Pastewka (Komiker)        | Shirin David 1 (Rapperin)           | Teddy Teclebrhan (Komiker)           |
| 03      | Mark Forster (Sänger)             | Anke Engelke (Komikerin)            | Riccardo Simonetti (Moderator)       |
| 04      | Fahri Yardım (Schauspieler)       | Nilam Farooq (Schauspielerin)       | Olli Schulz (Singer-Songwriter)      |
| 05      | Sido (Rapper)                     | Jasna Fritzi Bauer (Schauspielerin) | Bill Kaulitz (Sänger)                |
| 06      | Florian David Fitz (Schauspieler) | Hazel Brugger (Komikerin)           | Matthias Schweighöfer (Schauspieler) |
| 07      | Klaas Heufer-Umlauf (Moderator)   | Sarah Connor 2 (Sängerin)           | Lena Meyer-Landrut (Sängerin)        |
| 08      | Tommi Schmitt (Moderator)         | Nina Chuba (Sängerin)               | Kurt Krömer (Komiker)                |
| 09      | Rea Garvey (Sänger)               | Heike Makatsch (Schauspielerin)     | Teddy Teclebrhan (Komiker)           |
| 10      | Olli Dittrich (Schauspieler)      | Karoline Herfurth (Schauspielerin)  | Olli Schulz (Singer-Songwriter)      |

Gastauftritte
- Ski Aggu (Ausgabe 42 L)
- Tom Bartels (Ausgabe 13)
- Mario Basler (Ausgabe 33)
- H. P. Baxxter (Ausgabe 1 E)
- Aminata Belli (Ausgabe 27 E)
- Tim Bendzko (Ausgabe 33)
- Blue Man Group (Ausgabe 31)
- Olivia Burkhart (Ausgabe 31 E)
- Nina Chuba (Ausgabe 30 S, 31 E)
- Clueso (Ausgabe 12 E)
- Cro (Ausgabe 27 E)
- DJ Desue (Ausgabe 29)
- Lucy Diakovska (Ausgabe 12 E)
- Tobias Drews (Ausgabe 25 S)
- Elif (Ausgabe 31 E)
- Frank Elstner (Ausgabe 27 S)
- Anke Engelke (Ausgabe 42 L)
- Daniel Fehlow (Ausgabe 29)
- Mark Forster (Ausgabe 22 E, Best-Of)
- Rea Garvey (Ausgabe 22 E)
- Steven Gätjen (Ausgabe 24)
- Max Giesinger (Ausgabe 12, E 37)
- Simon Gosejohann (Ausgabe 12 E)
- Michael „Bully“ Herbig (Ausgabe 31 E)
- Klaas Heufer-Umlauf (Ausgabe 4, 27 E, 33, 35 E)
- Sebi Jaeger (Ausgabe 31)
- Günther Jauch (Ausgabe 4 S)
- Harald Juhnke (Ausgabe 29 A)
- Johannes B. Kerner (Ausgabe 25)
- Melissa Khalaj (Ausgabe 27 E)
- Matthias Killing (Ausgabe 34)
- Louis Klamroth (Ausgabe 30 E)
- Stefanie Kloß (Ausgabe 22, E 37)
- Jens Knossalla (Ausgabe 25 S)
- Philipp Lahm (Ausgabe 27 S)
- Lary (Ausgabe 31 E)
- Kader Loth (Ausgabe 27 S)
- Elyas M’Barek (Ausgabe 25 S)
- Peter Maffay (Ausgabe 22 E)
- Vanessa Mai (Ausgabe 12 E)
- Jeannine Michaelsen (Ausgabe 12 E)
- Alli Neumann (Ausgabe 27 E)
- Johannes Oerding (Ausgabe 12 E)
- Patrick Owomoyela (Ausgabe 12 E)
- Kai Pflaume (Ausgabe 25 S, 31 E, 42 L)
- Palina Rojinski (Ausgabe 31 E, Best-Of, 42 L)
- Thore Schölermann (Ausgabe 22 E)
- Matthias Schweighöfer (Ausgabe 27 S, 46 E)
- Silbermond (Ausgabe 37)
- Riccardo Simonetti (Ausgabe 31)
- Sportfreunde Stiller (Ausgabe 37)
- Axel Stein (Ausgabe 27, 31 E)
- Hadnet Tesfai (Ausgabe 27 E)
- Janin Ullmann (Ausgabe 27 E)
- Laas Unltd. (Ausgabe 10)
- Sabine Vitua (als Regine Holl, Ausgabe 9 E)
- Sido (Ausgabe 12, 31 E, Best-Of)
- Wincent Weiss (Ausgabe 27 E)
- Dennis und Benni Wolter (Ausgabe 27, 31 E, 41 E)
- Conchita Wurst (Ausgabe 15)
- Fahri Yardım (Ausgabe 25 S)
- Linda Zervakis (Ausgabe 27 E)
- Sonja Zietlow (Ausgabe 29 A S)

Daneben treten die Showproduzenten Jakob Lundt und Thomas Schmitt unregelmäßig in der Sendung auf.

### Walk of Shame
Wer die Show verlassen muss, geht einen aufwendig wie humorvoll inszenierten Walk of Shame (dt. etwa „Gang der Schande“), währenddessen einige der kuriosesten Aussagen des Kandidaten in der jeweiligen Sendung wiederholt werden. Der Walk folgt in jeder Staffel einer anderen Thematik:
- Staffel 1: Gang mit Regen- und Sturmelementen
- Staffel 2: Gang mit Feuerelementen
- Staffel 3: Transportband, ähnlich einer Müllsortieranlage
- Staffel 4: Passagierabfertigung am Flughafen mit Rauswurf via Katapult
- Staffel 5: Dschungel mit den Sidekicks Prince Damien, Kader Loth und Julian F. M. Stoeckel (allesamt ehemalige Teilnehmer des RTL-Dschungelcamps), visuelle Rückkehr zur Sendung mittels vierte Wand durchbrechendem TV-Zapping
- Staffel 6: Filmkulisse für satirische Werbespots bzw. Einspielfilme im Rahmen von Fernsehen der 1960er-Jahre
- Staffel 7: Auftritt bei Arabella im Fernsehen der 1990er-Jahre mit Arabella Kiesbauer
- Staffel 8: Sprint durch einen Gang, in dem unterschiedliche Dinge, beispielsweise leere Getränkekartons, auf den Kandidaten fallen
- Staffel 9: Sommerhaus der Stars mit Ex-Teilnehmern Alessia Herren, Serkan und Samira Yavuz, Matthias Mangiapane, Theresia Fischer und Stefan und Diogo Sangre, Rückkehr zur Sendung mittels Wechsel des Streaming-Anbieters

### Wiederkehrende Rubriken
- Beim ersten Spiel jeder Sendung müssen vorwiegend unter den Titeln Die leichten Fünf (Staffeln 1, 3–8), Die leichteren Fünf (Staffel 2) und Die faulen Fünf (Staffel 3) Fragen mit Allgemeinwissen beantwortet werden. Bekannt für dieses Spiel ist, dass der Moderator immer wiederholt, dass die Fragen sehr einfach zu beantworten sind, sodass er die Kandidaten, die die Frage falsch beantworten, bloßstellt. Im Kontrast dazu trug das Spiel unter der Moderation der Wildcard-Teilnehmerin Helena Sigal in Anspielung auf die Prominenz der Kandidaten erstmals den Namen Die ganz normalen Fünf.
- Das letzte Spiel war von Staffel 1–8 in jeder Ausgabe  Da hab ich doch Prompter die Antwort vergessen!. Dabei musste ein auf einem Teleprompter angezeigter Lückentext, der im Regelfall zehn (gelegentlich auch mehr) Leerstellen enthielt, während des Vorlesens ad hoc vervollständigt werden. Ab Staffel 9 wurde das Halbfinale etabliert.
- Weiterhin schon mehrfach gespielt wurden auch folgende Kategorien:
  - Der Song-Song-Song: Die Band spielt ein Mashup, wobei Melodie und dazu gesungener Text aus zwei verschiedenen Songs stammen. Die Kandidaten müssen buzzern und beide Titel korrekt benennen.
  - Wer nix wird, wird Nerd: Den Kandidaten werden 9 Kategorien genannt (bspw. Pokémon, Charaktere aus „Star Trek“, Formel-1-Weltmeister, ÖPNV-Stationen einer Stadt nach Wahl) und jeder wählt geheim eine Kategorie aus (Überschneidungen möglich). Danach wird in einer Auktion geboten, wie viele Elemente sie im von ihnen gewählten Themengebiet aufzählen können. Das höchste Gebot bekommt, unabhängig von der Kategorie, den Zuschlag und der Kandidat muss beweisen, dass er der Zahl seines Gebotes entsprechend viele Dinge nennen kann. Bei Erfolg erhält der Kandidat einen Punkt und die Runde ist beendet.

## Produktion
Die Sendung wird im Studio G der Studio Berlin GmbH aufgezeichnet.
Als Produzenten zeichnen Arne Kreutzfeldt und Thomas Schmitt für die Sendung verantwortlich.
Die elf-köpfige Studio-Band, deren Name vom jeweiligen Moderator bestimmt wird, besteht aus Moritz Stahl (Gitarre), Florian Menzel sowie Tobias Weidinger (Trompete), Juliane Gralle (Posaune), Simon Gattringer (Schlagzeug), Torsten Haas (E-Bass), Katharina Thomsen sowie Mark Wyand (Saxophon), Gabriel Denhoff (Keyboard) und Renis Mendoza (Perkussion). Seit der zweiten Staffel sind auch die Sängerinnen Buket Keskin und Jenniffer Kae fester Bestandteil der Band. Unter der Moderation von Joko Winterscheidt trägt die Band den Namen The Mighty Winterscheidts.
Eine weitere Besonderheit der Show ist das nur in den Staffeln 1 und 2 eingesetzte Moderationspult, das so gebaut ist, dass es fahren kann.
Die zehnte Staffel soll vom 12. bis 23. Mai aufgezeichnet werden.

## Ausgaben
Etwa halbjährlich wird eine neue Staffel der Sendung ausgestrahlt – derzeit jeweils zum Winterende und im Herbst –, die im Regelfall aus sechs Episoden besteht (Staffel 1 nur fünf Episoden). Die Staffeln 1 bis 4 wurden jeweils am Dienstagabend ausgestrahlt, mit Staffel 5 wechselte der Sendeplatz auf den Sonntagabend.
Seit der von Sido moderierten Folge 29 werden die Episoden (mit Ausnahme der Folge 30) bereits eine Woche vor der Fernsehausstrahlung im kostenpflichtigen Bereich der Streamingplattform Joyn veröffentlicht. Am 1. Juli 2023 wurde ein zweieinhalbstündiges Best-Of der ersten fünf Staffeln ausgestrahlt.
Übersicht der einzelnen Ausgaben
Der Gewinner des Finales ist jeweils in orange hervorgehoben.
| Staffel | Folge | Datum              | Wildcard-Teilnehmer            | Hauptmoderator        | Finalist              |
| ------- | ----- | ------------------ | ------------------------------ | --------------------- | --------------------- |
| 1       | 1     | 5. Januar 2021     | Luisa (26, Köln)               | Joko Winterscheidt    | Palina Rojinski       |
| 1       | 2     | 12. Januar 2021    | Asena (30, Unterföhring)       | Joko Winterscheidt    | Elyas M’Barek         |
| 1       | 3     | 19. Januar 2021    | Mark (27, Hamburg)             | Joko Winterscheidt    | Thomas Gottschalk     |
| 1       | 4     | 26. Januar 2021    | Lily (26, Berlin)              | Thomas Gottschalk     | Elyas M’Barek         |
| 1       | 5     | 2. Februar 2021    | Anna (20, Mainz)               | Elyas M’Barek         | Palina Rojinski       |
| 2       | 6     | 13. Juli 2021      | Antonia (21, Berlin)           | Joko Winterscheidt    | Bastian Pastewka      |
| 2       | 7     | 20. Juli 2021      | Simon (29, Essen)              | Joko Winterscheidt    | Simon                 |
| 2       | 8     | 27. Juli 2021      | Efta (27, Mannheim)            | Joko Winterscheidt    | Bastian Pastewka      |
| 2       | 9     | 3. August 2021     | Laura (30, Hamburg)            | Bastian Pastewka      | Shirin David          |
| 2       | 10    | 10. August 2021    | Nico (39, Köln)                | Shirin David          | Joko Winterscheidt    |
| 2       | 11    | 17. August 2021    | Steffi (27, Berlin)            | Joko Winterscheidt    | Palina Rojinski       |
| 3       | 12    | 4. Januar 2022     | Dunja (31, München)            | Joko Winterscheidt    | Mark Forster          |
| 3       | 13    | 11. Januar 2022    | Marie (31, Lemgo)              | Mark Forster          | Joko Winterscheidt    |
| 3       | 14    | 18. Januar 2022    | Phenix (26, Berlin)            | Joko Winterscheidt    | Anke Engelke          |
| 3       | 15    | 25. Januar 2022    | Steffen (33, Hannover)         | Anke Engelke          | Joko Winterscheidt    |
| 3       | 16    | 1. Februar 2022    | Sarra (32, Tettnang)           | Joko Winterscheidt    | Mark Forster          |
| 3       | 17    | 8. Februar 2022    | Lars (33, Berlin)              | Joko Winterscheidt    | Riccardo Simonetti    |
| 4       | 18    | 2. August 2022     | Lena (25, Berlin)              | Joko Winterscheidt    | Fahri Yardım          |
| 4       | 19    | 9. August 2022     | Marina (30, München)           | Joko Winterscheidt    | Nilam Farooq          |
| 4       | 20    | 16. August 2022    | Gordon (27, Dortmund)          | Joko Winterscheidt    | Olli Schulz           |
| 4       | 21    | 23. August 2022    | Chiara (30, Köln)              | Olli Schulz           | Joko Winterscheidt    |
| 4       | 22    | 30. August 2022    | Robin (30, Berlin)             | Joko Winterscheidt    | Nilam Farooq          |
| 4       | 23    | 6. September 2022  | Laura (26, Frankfurt am Main)  | Nilam Farooq          | Joko Winterscheidt    |
| 5       | 24    | 19. Februar 2023   | Helena Sigal (26, Berlin)      | Joko Winterscheidt    | Helena Sigal          |
| 5       | 25    | 26. Februar 2023   | Helena Sigal (26, Berlin)      | Helena Sigal          | Joko Winterscheidt    |
| 5       | 26    | 5. März 2023       | Svenrik Gollmann (37, München) | Joko Winterscheidt    | Svenrik Gollmann      |
| 5       | 27    | 12. März 2023      | Svenrik Gollmann (37, München) | Svenrik Gollmann      | Joko Winterscheidt    |
| 5       | 28    | 19. März 2023      | Judith (25, Köln)              | Joko Winterscheidt    | Sido                  |
| 5       | 29    | 26. März 2023      | Shirin (28, Dresden)           | Sido                  | Bill Kaulitz          |
| 6       | 30    | 5. November 2023   | Giovanna (20, Flensburg)       | Joko Winterscheidt    | Florian David Fitz    |
| 6       | 31    | 12. November 2023  | Nico (24, München)             | Joko Winterscheidt    | Matthias Schweighöfer |
| 6       | 32    | 19. November 2023  | Nimul (30, Hamburg)            | Joko Winterscheidt    | Matthias Schweighöfer |
| 6       | 33    | 3. Dezember 2023   | Judith (19, Norderstedt)       | Matthias Schweighöfer | Joko Winterscheidt    |
| 6       | 34    | 10. Dezember 2023  | Nataly (26, Berlin)            | Matthias Schweighöfer | Hazel Brugger         |
| 6       | 35    | 17. Dezember 2023  | Stephan (35, Leipzig)          | Hazel Brugger         | Florian David Fitz    |
| 7       | 36    | 11. Februar 2024   | Freya (27, Hamburg)            | Joko Winterscheidt    | Klaas Heufer-Umlauf   |
| 7       | 37    | 18. Februar 2024   | Pierre (20, Siegen)            | Joko Winterscheidt    | Klaas Heufer-Umlauf   |
| 7       | 38    | 25. Februar 2024   | Marina (29, München)           | Joko Winterscheidt    | Klaas Heufer-Umlauf   |
| 7       | 39    | 3. März 2024       | Simon (24, Kiel)               | Klaas Heufer-Umlauf   | Joko Winterscheidt    |
| 7       | 40    | 10. März 2024      | Mariella (30, Köln)            | Joko Winterscheidt    | Sarah Connor          |
| 7       | 41    | 17. März 2024      | Ella (21, Kiel)                | Sarah Connor          | Lena Meyer-Landrut    |
| 8       | 42    | 8. September 2024  | Chanielle (24, Fulda)          | Joko Winterscheidt    | Tommi Schmitt         |
| 8       | 43    | 15. September 2024 | Verena (30, Hannover)          | Joko Winterscheidt    | Verena                |
| 8       | 44    | 22. September 2024 | Chiara (28, Berlin)            | Joko Winterscheidt    | Tommi Schmitt         |
| 8       | 45    | 29. September 2024 | Salma (23, Magdeburg)          | Tommi Schmitt         | Joko Winterscheidt    |
| 8       | 46    | 6. Oktober 2024    | Robert (30, Heidelberg)        | Joko Winterscheidt    | Nina Chuba            |
| 8       | 47    | 13. Oktober 2024   | Anna (25, Bochum)              | Nina Chuba            | Joko Winterscheidt    |
| 9       | 48    | 2. März 2025       | Jessica (24, Ilmenau)          | Joko Winterscheidt    | Rea Garvey            |
| 9       | 49    | 9. März 2025       | Derya (26, Berlin)             | Joko Winterscheidt    | Teddy Teclebrhan      |
| 9       | 50    | 16. März 2025      | Niklas (36, Esslingen)         | Teddy Teclebrhan      | Joko Winterscheidt    |
| 9       | 51    | 30. März 2025      | Paula (29, Berlin)             | Joko Winterscheidt    | Rea Garvey            |
| 9       | 52    | 6. April 2025      | Linda (44, Köln)               | Rea Garvey            | Heike Makatsch        |
| 9       | 53    | 13. April 2025     | Bertan (28, Hamburg)           | Heike Makatsch        | Joko Winterscheidt    |

## Rezeption

### Einschaltquoten
Die bislang beste Quote erreichte die von Thomas Gottschalk moderierte vierte Episode der ersten Staffel mit einer Zuschauer-Reichweite von 2,66 Millionen.
Der Höchstwert der jeweiligen Kategorie ist grün hinterlegt, der niedrigste Wert ist rot hervorgehoben. Grau hinterlegt sind Best-Of-Sendungen.
| Staffel | Sendetermin          | Folge   | Datum           | Moderation            | Zuschauer | Zuschauer       | Marktanteil | Marktanteil     | Quelle        |
| Staffel | Sendetermin          | Folge   | Datum           | Moderation            | Gesamt    | 14 bis 49 Jahre | Gesamt      | 14 bis 49 Jahre | Quelle        |
| ------- | -------------------- | ------- | --------------- | --------------------- | --------- | --------------- | ----------- | --------------- | ------------- |
| 1       | dienstags, 20:15 Uhr | 1       | 5. Jan. 2021    | Joko Winterscheidt    | 1,87 Mio. | 1,32 Mio.       | 5,7 %       | 14,2 %          | [ 22 ]        |
| 1       | dienstags, 20:15 Uhr | 2       | 12. Jan. 2021   | Joko Winterscheidt    | 1,67 Mio. | 1,17 Mio.       | 5,3 %       | 13,2 %          | [ 23 ]        |
| 1       | dienstags, 20:15 Uhr | 3       | 19. Jan. 2021   | Joko Winterscheidt    | 1,62 Mio. | 1,15 Mio.       | 4,9 %       | 11,9 %          | [ 24 ]        |
| 1       | dienstags, 20:15 Uhr | 4       | 26. Jan. 2021   | Thomas Gottschalk     | 2,66 Mio. | 1,75 Mio.       | 8,7 %       | 20,4 %          | [ 25 ]        |
| 1       | dienstags, 20:15 Uhr | 5       | 2. Feb. 2021    | Elyas M’Barek         | 2,48 Mio. | 1,79 Mio.       | 8,0 %       | 20,5 %          | [ 26 ]        |
| 2       | dienstags, 20:15 Uhr | 6       | 13. Juli 2021   | Joko Winterscheidt    | 1,43 Mio. | 0,99 Mio.       | 6,2 %       | 17,3 %          | [ 27 ]        |
| 2       | dienstags, 20:15 Uhr | 7       | 20. Juli 2021   | Joko Winterscheidt    | 1,20 Mio. | 0,80 Mio.       | 5,2 %       | 14,2 %          | [ 28 ]        |
| 2       | dienstags, 20:15 Uhr | 8       | 27. Juli 2021   | Joko Winterscheidt    | 1,38 Mio. | 0,98 Mio.       | 5,9 %       | 16,0 %          | [ 29 ]        |
| 2       | dienstags, 20:15 Uhr | 9       | 3. Aug. 2021    | Bastian Pastewka      | 1,59 Mio. | 1,03 Mio.       | 6,6 %       | 16,8 %          | [ 30 ]        |
| 2       | dienstags, 20:15 Uhr | 10      | 10. Aug. 2021   | Shirin David          | 1,45 Mio. | 1,05 Mio.       | 6,1 %       | 17,7 %          | [ 31 ]        |
| 2       | dienstags, 20:15 Uhr | 11      | 17. Aug. 2021   | Joko Winterscheidt    | 1,34 Mio. | 0,91 Mio.       | 5,3 %       | 14,2 %          | [ 32 ] [ 33 ] |
| 3       | dienstags, 20:15 Uhr | 12      | 4. Jan. 2022    | Joko Winterscheidt    | 1,78 Mio. | 1,34 Mio.       | 6,5 %       | 19,3 %          | [ 34 ]        |
| 3       | dienstags, 20:15 Uhr | 13      | 11. Jan. 2022   | Mark Forster          | 1,97 Mio. | 1,32 Mio.       | 7,4 %       | 20,5 %          | [ 35 ]        |
| 3       | dienstags, 20:15 Uhr | 14      | 18. Jan. 2022   | Joko Winterscheidt    | 1,77 Mio. | 1,15 Mio.       | 6,5 %       | 16,7 %          | [ 36 ]        |
| 3       | dienstags, 20:15 Uhr | 15      | 25. Jan. 2022   | Anke Engelke          | 2,26 Mio. | 1,57 Mio.       | 8,5 %       | 24,1 %          | [ 37 ]        |
| 3       | dienstags, 20:15 Uhr | 16      | 1. Feb. 2022    | Joko Winterscheidt    | 1,70 Mio. | 1,19 Mio.       | 6,5 %       | 18,1 %          | [ 38 ]        |
| 3       | dienstags, 20:15 Uhr | 17      | 8. Feb. 2022    | Joko Winterscheidt    | 1,89 Mio. | 1,30 Mio.       | 7,4 %       | 21,0 %          | [ 39 ]        |
| 4       | dienstags, 20:15 Uhr | 18      | 2. Aug. 2022    | Joko Winterscheidt    | 1,23 Mio. | 0,84 Mio.       | 6,1 %       | 18,8 %          | [ 40 ]        |
| 4       | dienstags, 20:15 Uhr | 19      | 9. Aug. 2022    | Joko Winterscheidt    | 1,33 Mio. | 0,95 Mio.       | 6,7 %       | 21,7 %          | [ 41 ]        |
| 4       | dienstags, 20:15 Uhr | 20      | 16. Aug. 2022   | Joko Winterscheidt    | 1,24 Mio. | 0,84 Mio.       | 5,8 %       | 17,8 %          | [ 42 ]        |
| 4       | dienstags, 20:15 Uhr | 21      | 23. Aug. 2022   | Olli Schulz           | 1,55 Mio. | 1,10 Mio.       | 7,5 %       | 23,8 %          | [ 43 ]        |
| 4       | dienstags, 20:15 Uhr | 22      | 30. Aug. 2022   | Joko Winterscheidt    | 1,53 Mio. | 1,01 Mio.       | 7,2 %       | 20,4 %          | [ 44 ]        |
| 4       | dienstags, 20:15 Uhr | 23      | 6. Sep. 2022    | Nilam Farooq          | 1,48 Mio. | 1,00 Mio.       | 6,9 %       | 20,1 %          | [ 45 ]        |
| 5       | sonntags, 20:15 Uhr  | 24      | 19. Feb. 2023   | Joko Winterscheidt    | 1,52 Mio. | 1,03 Mio.       | 5,9 %       | 17,0 %          | [ 46 ]        |
| 5       | sonntags, 20:15 Uhr  | 25      | 26. Feb. 2023   | Helena Sigal          | 1,84 Mio. | 1,24 Mio.       | 7,1 %       | 19,4 %          | [ 47 ]        |
| 5       | sonntags, 20:15 Uhr  | 26      | 5. März 2023    | Joko Winterscheidt    | 1,59 Mio. | 1,17 Mio.       | 6,0 %       | 17,4 %          | [ 48 ]        |
| 5       | sonntags, 20:15 Uhr  | 27      | 12. März 2023   | Svenrik Gollmann      | 1,75 Mio. | 1,24 Mio.       | 6,9 %       | 19,3 %          | [ 49 ]        |
| 5       | sonntags, 20:15 Uhr  | 28      | 19. März 2023   | Joko Winterscheidt    | 1,61 Mio. | 1,11 Mio.       | 6,4 %       | 18,1 %          | [ 50 ]        |
| 5       | sonntags, 20:15 Uhr  | 29      | 26. März 2023 2 | Sido                  | 1,88 Mio. | 1,39 Mio.       | 7,1 %       | 21,0 %          | [ 51 ]        |
| —       | Samstag, 20:15 Uhr   | Best-Of | 1. Juli 2023    | —                     | 0,46 Mio. | 0,33 Mio.       | 2,4 %       | 9,4 %           | [ 52 ]        |
| 6       | sonntags, 20:15 Uhr  | 30      | 5. Nov. 2023    | Joko Winterscheidt    | 1,66 Mio. | 1,20 Mio.       | 7,0 %       | 21,0 %          | [ 53 ]        |
| 6       | sonntags, 20:15 Uhr  | 31      | 12. Nov. 2023 2 | Joko Winterscheidt    | 1,51 Mio. | 1,09 Mio.       | 6,4 %       | 19,9 %          | [ 54 ]        |
| 6       | sonntags, 20:15 Uhr  | 32      | 19. Nov. 2023 2 | Joko Winterscheidt    | 1,74 Mio. | 1,20 Mio.       | 7,1 %       | 21,2 %          | [ 55 ]        |
| 6       | sonntags, 20:15 Uhr  | 33      | 3. Dez. 2023 2  | Matthias Schweighöfer | 1,95 Mio. | 1,35 Mio.       | 7,9 %       | 21,6 %          | [ 56 ]        |
| 6       | sonntags, 20:15 Uhr  | 34      | 10. Dez. 2023 2 | Matthias Schweighöfer | 1,93 Mio. | 1,33 Mio.       | 8,0 %       | 22,5 %          | [ 56 ]        |
| 6       | sonntags, 20:15 Uhr  | 35      | 17. Dez. 2023 2 | Hazel Brugger         | 2,13 Mio. | 1,48 Mio.       | 8,6 %       | 23,7 %          | [ 57 ]        |
| 7       | sonntags, 20:15 Uhr  | 36      | 11. Feb. 2024   | Joko Winterscheidt    | 2,06 Mio. | 1,42 Mio.       | 8,4 %       | 24,1 %          | [ 58 ]        |
| 7       | sonntags, 20:15 Uhr  | 37      | 18. Feb. 2024 2 | Joko Winterscheidt    | 1,48 Mio. | 1,03 Mio.       | 6,0 %       | 17,0 %          | [ 59 ]        |
| 7       | sonntags, 20:15 Uhr  | 38      | 25. Feb. 2024 2 | Joko Winterscheidt    | 1,96 Mio. | 1,34 Mio.       | 7,8 %       | 22,6 %          | [ 60 ]        |
| 7       | sonntags, 20:15 Uhr  | 39      | 3. März 2024 2  | Klaas Heufer-Umlauf   | 1,86 Mio. | 1,24 Mio.       | 7,6 %       | 20,7 %          | [ 61 ]        |
| 7       | sonntags, 20:15 Uhr  | 40      | 10. März 2024 2 | Joko Winterscheidt    | 1,63 Mio. | 1,11 Mio.       | 6,6 %       | 19,1 %          | [ 62 ]        |
| 7       | sonntags, 20:15 Uhr  | 41      | 17. März 2024 2 | Sarah Connor          | 1,79 Mio. | 1,18 Mio.       | 7,0 %       | 19,6 %          | [ 63 ]        |
| 8       | sonntags, 20:15 Uhr  | 42      | 8. Sep. 2024 2  | Joko Winterscheidt    | 1,30 Mio. | 0,97 Mio.       | 6,3 %       | 21,0 %          | [ 64 ]        |
| 8       | sonntags, 20:15 Uhr  | 43      | 15. Sep. 2024 2 | Joko Winterscheidt    | 1,15 Mio. | 0,80 Mio.       | 5,4 %       | 16,3 %          | [ 65 ]        |
| 8       | sonntags, 20:15 Uhr  | 44      | 22. Sep. 2024 2 | Joko Winterscheidt    | 0,97 Mio. | 0,73 Mio.       | 4,4 %       | 14,7 %          | [ 66 ]        |
| 8       | sonntags, 20:15 Uhr  | 45      | 29. Sep. 2024 2 | Tommi Schmitt         | 1,33 Mio. | 0,98 Mio.       | 5,8 %       | 18,5 %          | [ 67 ]        |
| 8       | sonntags, 20:15 Uhr  | 46      | 6. Okt. 2024 2  | Joko Winterscheidt    | 1,05 Mio. | 0,71 Mio.       | 4,6 %       | 14,2 %          | [ 68 ]        |
| 8       | sonntags, 20:15 Uhr  | 47      | 13. Okt. 2024 2 | Nina Chuba            | 1,47 Mio. | 1,05 Mio.       | 6,5 %       | 20,4 %          | [ 69 ]        |
| 9       | sonntags, 20:15 Uhr  | 48      | 2. März 2025    | Joko Winterscheidt    | 1,21 Mio. | 0,83 Mio.       | 5,5 %       | 18,1 %          | [ 70 ]        |
| 9       | sonntags, 20:15 Uhr  | 49      | 9. März 2025 2  | Joko Winterscheidt    | 1,17 Mio. | 0,81 Mio.       | 5,2 %       | 16,5 %          | [ 71 ]        |
| 9       | sonntags, 20:15 Uhr  | 50      | 16. März 2025 2 | Teddy Teclebrhan      | 1,45 Mio. | 1,02 Mio.       | 6,6 %       | 21,9 %          | [ 72 ]        |
| 9       | sonntags, 20:15 Uhr  | 51      | 30. März 2025 2 | Joko Winterscheidt    | 1,30 Mio. | 0,89 Mio.       | 5,6 %       | 17,3 %          | [ 73 ]        |
| 9       | sonntags, 20:15 Uhr  | 52      | 6. Apr. 2025 2  | Rea Garvey            | 1,30 Mio. | 0,83 Mio.       | 5,7 %       | 17,2 %          |               |
| 9       | sonntags, 20:15 Uhr  | 53      | 13. Apr. 2025 2 | Heike Makatsch        | 1,20 Mio. | 0,74 Mio.       | 5,8 %       | 16,2 %          | [ 74 ]        |

### Kritiken
Die Sendung wurde wegen des neuartigen Konzepts und der abwechslungsreichen Besetzung in der Presse überwiegend positiv diskutiert und mit Kultsendungen wie Wetten, dass..? und Schlag den Raab verglichen.
So schrieb die Journalistin Anja Rützel in einem Kommentar für den Spiegel, dass „‚Wer stiehlt mir die Show?‘ eben eine großartige, recht aufwendig zuzubereitende, erwachsene Alternative zur Motto-Geburtstagstorte für Kinder ist, die je nach aktueller Interessenslage unter größerem Marzipan- und Fondantaufwand ja mal als Piratenszene, mal als Ponyhof gestaltet werden kann“. Dabei lobte sie gerade die kreativen Showideen der bisherigen Gewinner mitsamt ihren „unterschiedliche[n] Interpretationen von Unterhaltungsfernsehen“. Ihr zufolge liege der besondere Reiz der Sendung nämlich in dem „Wissen um die Einmaligkeit, die Unwiederholbarkeit solcher Einfälle“.
Der Süddeutsche-Zeitung-Redakteur Dennis Müller hob insbesondere die Rolle des Gastgebers Joko Winterscheidt hervor. Dieser sei neben „dem gut gewählten Promi-Panel“ maßgeblich dafür verantwortlich, „[d]ass der Spaß ankommt, im Studio und zu Hause auf den Sofas“. Winterscheidt sei die „Show so passend auf den Leib [geschneidert], wie seine bunten Anzüge“. Mit der Idee zur Sendung habe er – verglichen mit anderen Projekten des Comedy-Duos Joko und Klaas – außerdem „die beste, weil simpelste Idee seit Langem“ gehabt.

### Auszeichnungen
Blauer Panther – TV & Streaming Award
- 2022: Preisträger in der Kategorie Entertainment

Deutscher Fernsehpreis
- 2021: Preisträger in der Kategorie Beste Unterhaltung Show
- 2022: Preisträger in den Kategorien Beste Unterhaltung Show und Beste Regie Unterhaltung[78]
- 2023: Preisträger in der Kategorie Bestes Buch Unterhaltung

Goldene Henne
- 2021: Preisträger in der Kategorie Entertainment

Grimme-Preis
- 2022: Preisträger in der Kategorie Unterhaltung[79]

Deutscher Entertainment Award
- 2022: Preisträger in der Kategorie Best Development[80]

## Trivia
- Als Off-Sprecher fungiert – wie in den meisten anderen Formaten von Joko und Klaas – Rainer Gerlach.
- Ein Running Gag ist das Beschädigen der Studiokulisse. So traten bisher Fahri Yardım, Sido und Lena Meyer-Landrut jeweils einmal sowie Joko Winterscheidt zweimal ein Loch in eine der tunnelähnlichen Wände hinter den Kandidaten. Die Schäden werden nicht ausgebessert, sondern dadaistisch jeweils mit einem Bilderrahmen versehen.
- Unter dem Titel Stealing the Show! wird das Konzept der Sendung durch Red Arrow Studios International auch international vermarktet und bisher nach Großbritannien und in die Niederlande verkauft.[81]
- Die 18. Ausgabe vom 2. August 2022 wurde mit einer Widmung an die Ärztin Lisa-Maria Kellermayr eröffnet.[82]
- In der 25. Ausgabe vom 26. Februar 2023 erlangte Sido einen Guinness World Record: Er erreichte mit sieben Stück die „meisten in 30 Sekunden aufeinandergestapelten Donuts“, womit er in der von ihm moderierten 29. Ausgabe mehrfach kokettierte.
- Nachdem Sido in der 27. Ausgabe vom 12. März 2023 als erster Kandidat ausgeschieden war, durfte er den „Walk of Shame“ verzögert antreten, weil er noch mit der Zubereitung von Rouladen beschäftigt war.
- In der Show Joko & Klaas gegen ProSieben wurde in Ausgabe 39 vom 25. April 2023 eine vollständige, jedoch umfänglich stark verkürzte Episode des Originalformats durchgespielt.
- In der 44. Folge stellten Redaktionsmitglieder in der dritten Rubrik „Joko hat ein Herz“ abgelehnte Spiele vor und spielten sie mit den Kandidaten. Eines der Redaktionsmitglieder war Marie, die Wildcard-Kandidatin der 13. Show, welche nach ihrer Teilnahme zu Florida Entertainment gewechselt ist.